# Удод Микола Васильович
Удод Микола Васильович  (25 вересня 1954, см. Дегтярі Срібнянського району Чернігівської області - 10 грудня 2024, м. Вінниця) — український науковець, громадський діяч, юрист — активний учасник національно-визвольної боротьби за незалежність і демократичний устрій України. Кандидат юридичних наук. Член Донецького обласного Товариства української мови імені Т. Г. Шевченка. Заступник голови Донецького обласного Комітету підтримки Литви (1990 рік).

## З біографії
Ініціатор створення і член організацій, які боролись і вибороли незалежність України: Товариства української мови імені Т. Г. Шевченка, Народного Руху за перебудову. Брав активну участь у заходах, що здійснювались Народним Рухом України для отримання незалежності України. Забезпечував юридичне супроводження Донецької обласної організації Народного Руху України в 90-х роках. Зробив вагомий внесок у процеси становлення і розвитку української незалежної держави у 1990-2000-і роки. Доцент М. В. Удод — теоретик і практик розбудови громадянського суспільства в Україні, зокрема на Донбасі.
Керівник багатьох соціальних проектів з правового захисту та правової просвіти соціально-вразливих верств населення Донецької обл. 1998 — донині. Член правління Асоціації юридичних клінік України. Член правління Фундації юридичних клінік України. Голова, тренер південно-східного тренінгового центру Асоціації юридичних клінік України. 2003 — донині. Член координаційної методичної ради з правової просвіти населення при Головному управлінні Міністерства юстиції України в Донецькій обл. 2002–до 2013. За його участю охоплено право просвітницькою роботою близько 3000 учнів загальноосвітніх шкіл, інтернатів, притулків.
Координатор 3-річного проекту «Реформування вищої юридичної освіти» між Донецьким національним університетом, Донецької обласною громадською організацією Фондом «Правова просвіта» і міжнародною організацією PILI (Будапешт, Угорщина) 2007—2010. Голова Донецького осередку Асоціації українських правників. 2005. Діяльність осередку зосереджена на аналізі чинного законодавства, право просвітницькій роботі та моніторингу судової системи, директор Донецької обласної громадської організації Фонд «Правова просвіта» 23 лютого 2000 — донині. Протягом діяльності організації надана безоплатна правова допомога найбільш вразливим верствам населення понад 2500 особам, активний організатор міжнародного співробітництва України.
Заступник Голови «Вінницької крайової організації Народного Руху України». Організатор, керівник і автор ряду дослідно-видавничих проектів, спрямованих на надання безоплатної правової допомоги соціально вразливим верставам населення та правопросвітницької діяльності:
- організатор чисельних міжнародних та всеукраїнських конференцій, круглих столів літніх та зимових шкіл щодо діяльності юридичних клінік, правопросвітництва та правового захисту населення.
- активний учасник циклу теле- та радіопередач на теми правового захисту та правової обізнаності населення.

Помер 10.12.2024 року через онкологію.

## Державні нагороди України
- Почесна Грамота Верховної Ради України (25.08.2016) "За вагомий особистий внесок у боротьбу за державний суверенітет і незалежність Української держави та з нагоди 25 річниці проголошення незалежності… Розпор. № 533-к.
- Грамота Верховної Ради України «За вагомий особистий внесок у сприяння становленню та зміцненню України як демократичної і правової держави, здійснення заходів щодо забезпечення прав і свобод громадян та за активну участь у законотворчій діяльності». Розп.№ 6397 -2014
- Почесна грамота Донецької обласної державної адміністрації за вагомий особистий внесок у розбудову української держави. 2009
- Почесна грамота Донецької обласної державної адміністрації за вагомий внесок у правопросвітницьку і правозахисну діяльність у Донецькій області. 2001